# 긴교스쿠이

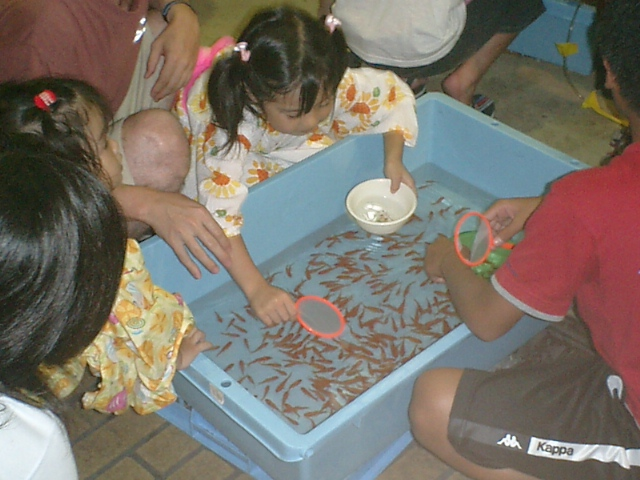
긴교스쿠이를 하는 사람들

긴교스쿠이(일본어: 金魚すくい)란 특별한 뜰채를 가지고 금붕어를 잡는 일본의 전통 놀이이다. '긴교'는 금붕어를 뜻하며, '스쿠이'는 낚다는 뜻이다. 금붕어 대신 튀기는 공을 사용하기도 한다. 마쓰리 등 일본의 여러 축제에서 남녀노소가 부담없이 즐기는 놀이이다.

## 규칙
개인적으로 놀이를 한다. 기본적인 규칙은 "포이"라 불리는 종이 뜰채를 가지고 금붕어를 건져서 새로운 그릇에 옮기면 된다. 포이가 찢어질수 있으므로 엄청난 집중과 속도가 요구된다. 포이가 완전히 부서지거나 제대로 사용할 수 없으면 놀이가 끝난다. 포이 한 부분이 부서지더라도 남아 있는 것 가지고 참여할 수 있다.

## 같이 보기
- 야마토코리야마시